# 約翰·葛林
約翰·格林（英語：John Green，1977年8月24日—），是美國年輕成人小說和YouTube部落格的作家。其著作《尋找阿拉斯加》是普立茲獎得獎作品。他也是《紐約時報》暢銷書排行榜第一的作家。

## 作品

### 書籍
- 《尋找阿拉斯加》（Looking for Alaska，2005，ISBN 0-525-47506-0）
- 《再見凱薩琳》（An Abundance of Katherines，2006，ISBN 0-525-47688-1）
- 《雪戀三部曲》（Let It Snow: Three Holiday Romances，2008，ISBN 0-142-41214-7）– 與莫琳·約翰遜（英语：Maureen Johnson）及勞倫·麥艾克（英语：Lauren Myracle）合著
- 《紙上城市》（Paper Towns，2008，ISBN 978-0142414934）
- 《兩個威爾》（Will Grayson, Will Grayson，2010，ISBN 0-525-42158-0）– 與大衛·賴維森（英语：David Levithan）合著
- 《生命中的美好缺憾》（The Fault in Our Stars，2012，ISBN 0-525-47881-7）
- 《尋找無限的盡頭（英语：Turtles All the Way Down (novel)）》（Turtles All the Way Down，2017，ISBN 978-9571083377）
- 《人類世評論：漫談這顆以人類為主的星球》（The Anthropocene Reviewed: Essays on a Human-Centered Planet，2021，ISBN 978-0525555216）

### 短篇故事
- "The Approximate Cost of Loving Caroline", Twice Told: Original Stories Inspired by Original Artwork，Scott Hunt 著 (2006)
- "The Great American Morp", 21 Proms, 大衛．賴維森及 Daniel Ehrenhaft 合編 (2007)
- "Freak the Geek", Geektastic: Stories from the Nerd Herd (2009)
- "Reasons", What You Wish For (2011)
- Double on Call and Other Short Stories (2012)[3]

## 外部連結
- 約翰·葛林的首頁 （页面存档备份，存于）
- Nerdfighters 首頁 （页面存档备份，存于）